# WWE Tribute to the Troops
WWE Tribute to the Troops (français : Honneur aux troupes) est un événement annuel organisé en décembre par la World Wrestling Entertainment (WWE) en collaboration avec la section divertissement des Forces armées américaines. Cet évènement se tient chaque année depuis 2003 aux alentours de Noël et de Hanoucca, et ceci afin d'honorer les hommes et femmes des forces armées américaines servant en Irak et en Afghanistan. Certains catcheurs et employés sélectionnés par la WWE voyagent au pays ou se déroule l'évènement, et interagissent avec les membres de l'armée américaine pendant au moins trois jours. Les catcheurs de la WWE se rendent régulièrement dans les camps et bases militaires ainsi qu'aux hôpitaux lors de leurs déplacements pour soutenir le moral des troupes.
Le show spécial et gratuit de catch se tient alors dans un champ ouvert, avec les troupes américaines, leurs familles, et leurs amis. Le show inclut des matches impliquant des Superstars et des Divas sélectionnés de Raw et SmackDown. La société diffuse ceci, ainsi que des vidéos mettant en évidence l'interaction des catcheurs avec les membres de l'armée, dans un programme spécial télévisé du même nom.

## Historique

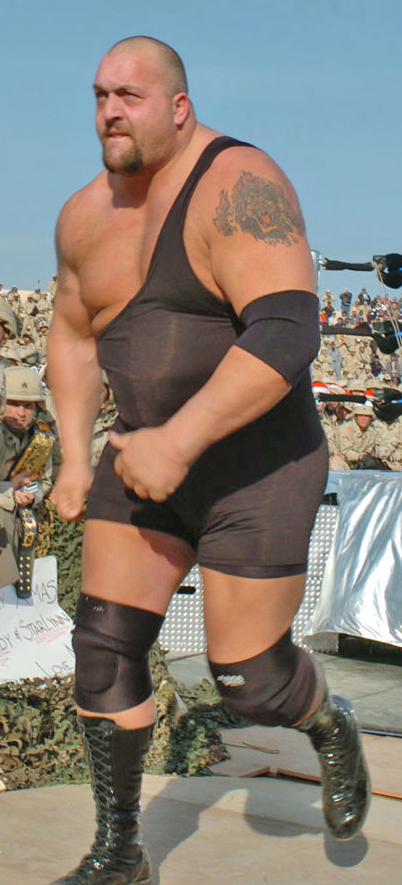
The Big Show dans Tribute to the Troops 2004.

L'idée d'honorer et de divertir les troupes américaines, qui sont engagées en Irak et en Afghanistan est créditée au lutteur John Bradshaw Layfield, qui l'a suggéré le président de la WWE Vince McMahon. La WWE programme donc le premier événement en décembre 2003. Des catcheurs de la WWE (y compris Layfield et McMahon) ont organisé un show de catch à Camp Victory, à Bagdad, en Irak, et ce show a été diffusé le jour de Noël comme épisode spécial de SmackDown. Le main-event voit John Cena vaincre The Big Show, durant l'après-match Stone Cold Steve Austin intervient, exécutant un Stunner sur les deux hommes. Après cela, il invite tous les catcheurs ainsi que Vince McMahon sur le ring pour célébrer.
En décembre 2004, La WWE se rend à Camp Speicher à Tikrit, en Irak. Le spectacle de catch, est baptisé Christmas in Irak (Noël en Irak), le show est diffusé le 23 décembre, en tant qu'épisode spécial de SmackDown. Eddie Guerrero et Rey Mysterio défont Kurt Angle et Luther Reigns dans l'événement principal.

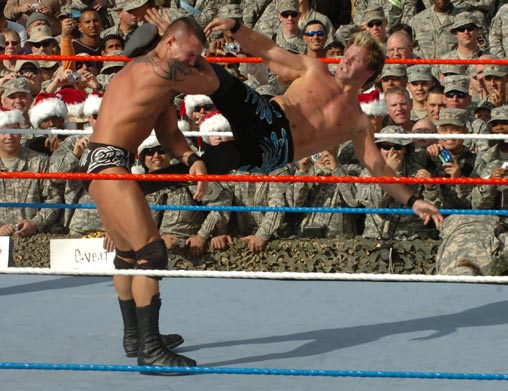
Chris Jericho exécutant un Enzuigiri sur Randy Orton durant le Tribute to the Troops 2007

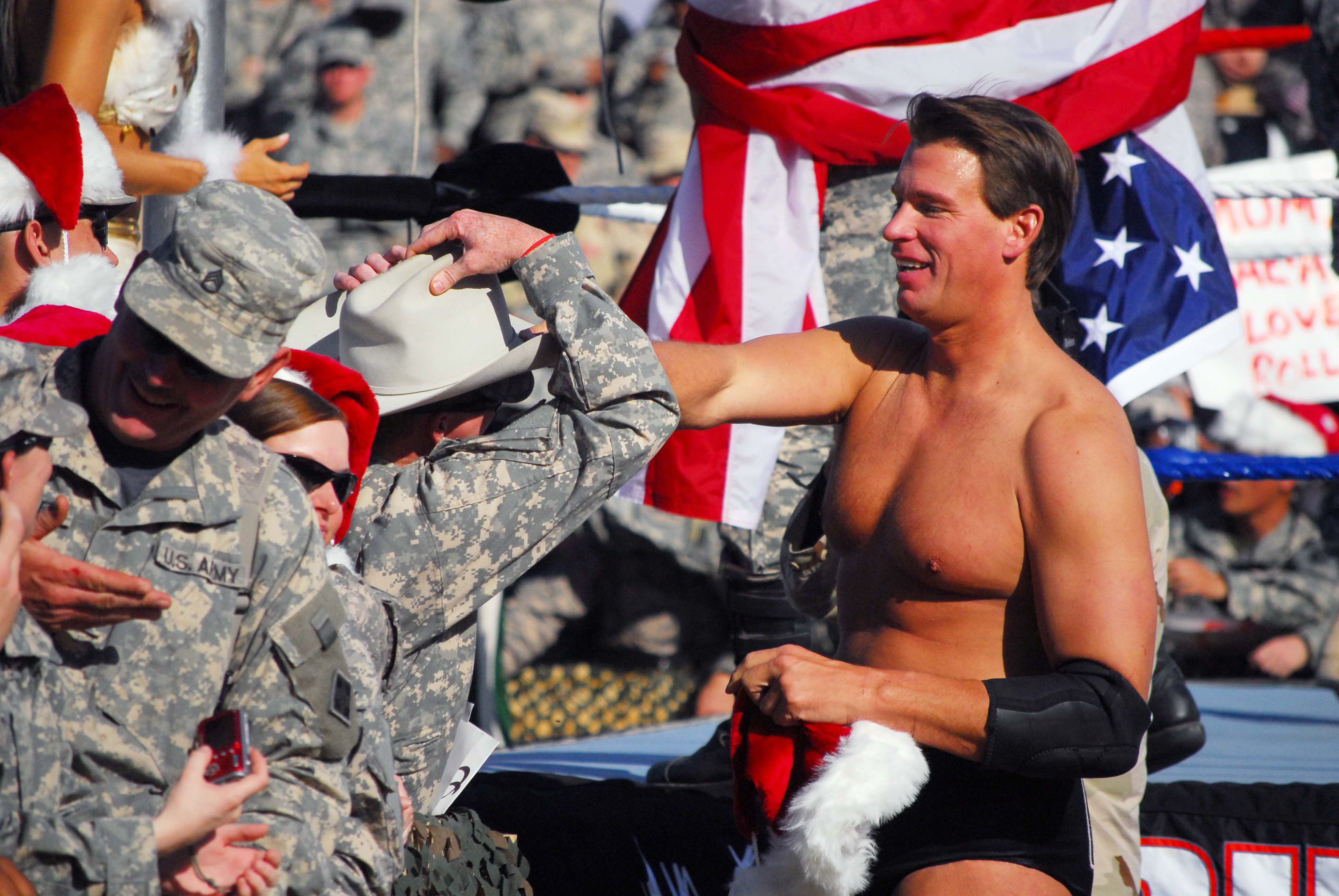
JBL parlant à un soldat américain.

En 2005, l'événement est organisé à Bagram, en Afghanistan. Le show de catch enregistré le 9 décembre 2005 est baptisée Tribute to the Troops  et est diffusé le 19 décembre sur Raw. Durant le main-event, Shawn Michaels bat Triple H dans un Boot Camp match,. En 2006, le show est encore diffusé sur Raw le jour de Noël. Le spectacle est enregistré à Bagdad, en Irak, et voit Carlito vaincre Randy Orton en main-event. Un jour avant l'enregistrement de l'émission au Camp Victory, une attaque au mortier est survenue près du camp, attaque qui a blessé 14 soldats,.
En 2007, le show retourne à Tikrit, en Irak. D-Generation X (Triple H et Shawn Michaels) défont Umaga et Mr Kennedy dans le main-event du gala, qui est diffusé la veille de Noël sur Raw,.
L'édition 2008 du show n'est pas diffusée sur les émissions de catch habituelles de la WWE, mais elle est pour la première fois diffusé sur NBC en tant qu'émission spéciale d'une heure, il est enregistré à Camp Liberty, à Bagdad, en Irak. Dans son événement principal, John Cena, Batista et Rey Mysterio gagnent contre Chris Jericho, Big Show et Randy Orton dans un match par équipe de six hommes,.
La WWE s'est rendue une fois de plus en Irak en 2009, où s'est tenu le septième Tribute to the Troops. Dans l'événement principal, John Cena conserve son titre de champion de la WWE face à Chris Jericho. L'événement est diffusé le 19 décembre 2009 sur NBC.
La WWE annonce en 2010, qu'il ne qu'il n'y aura pas d'édition pour ce show durant l'année 2010. Cependant, un Tribute to the Troops est enregistré le 11 décembre, pour la première fois aux États-Unis, à Fort Hood, Texas. Il est diffusé sur NBC, le samedi 18 décembre, pendant une heure. La WWE annonce également une seconde partie de ce Tribute to the Troops 2010, le 13 décembre, sur USA Network, dans un show de deux heures.

## Trophées

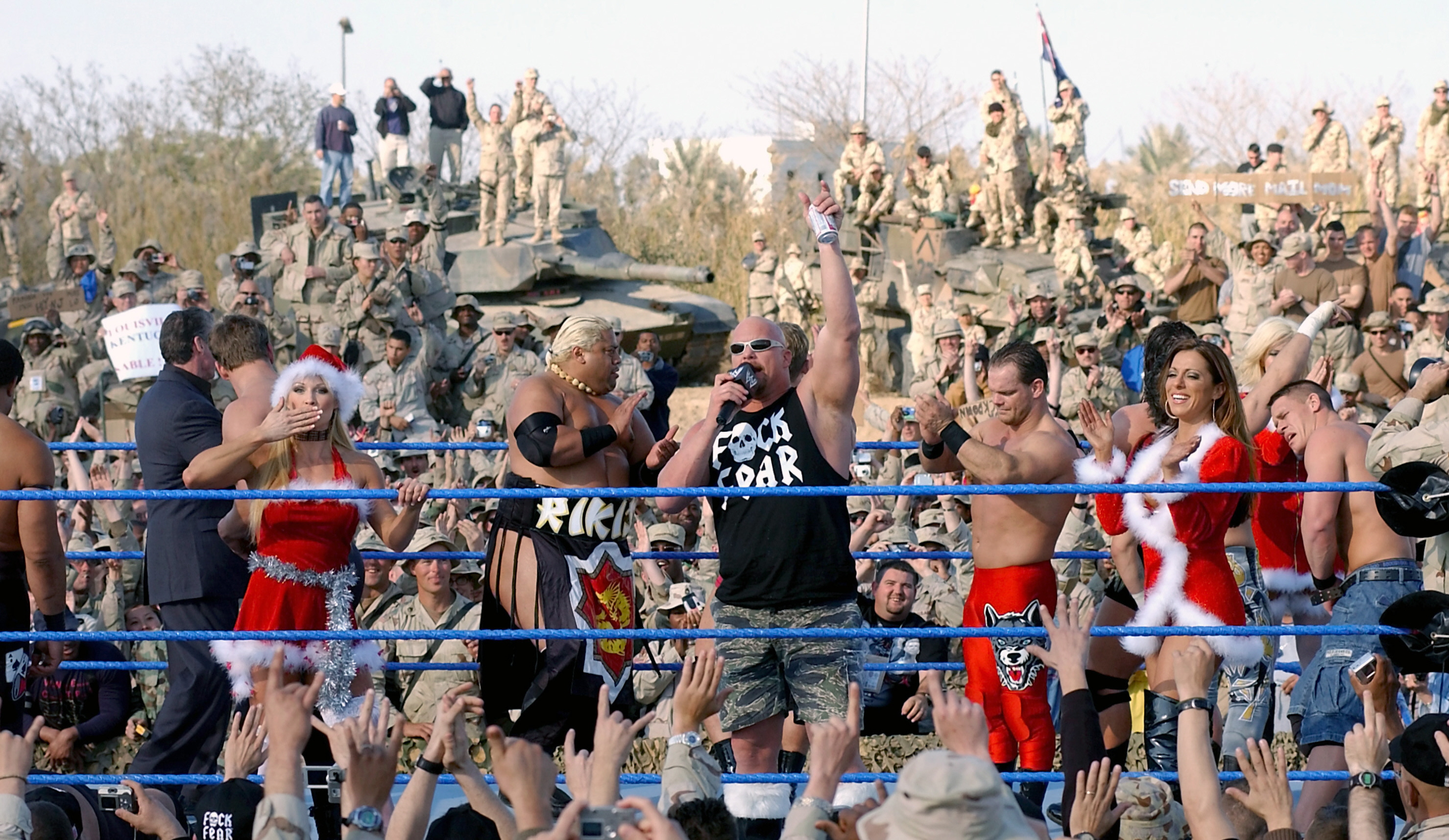
Superstars de la WWE durant le Tribute to the Troops 2003.

- En 2004, la United Service Organizations (USO) de la région métropolitaine de Washington a attribué le Legacy of Hope award à la WWE, pour son large soutien aux troupes américaines et de l'USO’s Operation Care Package program[1].
- En 2005, le Army and Air Force Exchange Service (en) attribue à l a WWE le premier Three-Commander Coin Award pour « son soutien au partenariat entre la WWE et la AAFES afin d'améliorer la qualité de vie de nos soldats en soutenant ainsi que leurs familles à travers le monde. »[1].
- Le 8 décembre 2006, La WWE a reçu le Secretary of Defense Exceptional Public Service Award. Le prix est remis au directeur de la WWE, Vince McMahon président par le Directeur des Services de l'Armée de l'Air américaine, Art Myers. McMahon remet à son tour immédiatement le trophée à John Bradshaw Layfield, l'homme derrière l'idée d'organiser de tels événements pour les troupes en Irak[1],[10].
- En 2007, la WWE est devenue le récipiendaire du Prix Corporate Patriot au Festival annuel du film GI à Washington, D.C., « en reconnaissance de son soutien continu aux soldats de l'armée américaine et leurs familles, en particulier avec son annuel Tribute to the Troops Tour dans les zones de guerre en Irak et en Afghanistan. »[1].
- En 2008, le président des États-Unis, George W. Bush a émis un message spécial de grâce à la WWE pour divertir les troupes américaines à chaque Noël.

## Résultats

### 2003
Le 25 décembre 2003 à Bagdad, Irak.
| # | Résultats                                                                                           | Stipulations                   |
| - | --------------------------------------------------------------------------------------------------- | ------------------------------ |
| 1 | The APA (Faarooq et Bradshaw) déf. The World's Greatest Tag Team (Shelton Benjamin et Charlie Haas) | Tag team match                 |
| 2 | Rikishi déf. Rhyno                                                                                  | Match simple                   |
| 3 | Eddie Guerrero déf. Chris Benoit                                                                    | Match simple                   |
| 4 | Torrie Wilson déf. Dawn Marie et Sable                                                              | Santa's Little Helpers contest |
| 5 | John Cena déf. The Big Show                                                                         | Match simple                   |

### 2004
Le 23 décembre 2004 à Tikrit, Irak.
| # | Résultats                                                       | Stipulations      |
| - | --------------------------------------------------------------- | ----------------- |
| 1 | Booker T déf. Rene Dupree                                       | Match simple      |
| 2 | The Undertaker déf. Heidenreich par décompte à l'exterieur      | Match simple      |
| 3 | Hardcore Holly déf. Kenzo Suzuki                                | Match simple      |
| 4 | Eddie Guerrero et Rey Mysterio déf. Kurt Angle et Luther Reigns | Match par équipes |

### 2005
Le 19 décembre 2005 à Bagram, Afghanistan.
| # | Résultats                                                      | Stipulations                                      |
| - | -------------------------------------------------------------- | ------------------------------------------------- |
| 1 | The Big Show déf. Carlito                                      | Match simple                                      |
| 2 | Good Santa déf. Bad Santa                                      | Match simple                                      |
| 3 | Gene Snitsky déf. Shelton Benjamin                             | Match simple                                      |
| 4 | John Cena déf. Chris Masters                                   | Match simple                                      |
| 5 | Ric Flair (c) déf. Jonathan Coachman                           | Match simple pour le Championnat Intercontinental |
| 6 | Candice Michelle et Maria déf. Trish Stratus et Ashley Massaro | Match par équipes                                 |
| 7 | Shawn Michaels déf. Triple H                                   | Match Boot Camp                                   |

### 2006
Le 25 décembre 2006 à Bagdad, Irak.
| # | Résultats                                      | Stipulations |
| - | ---------------------------------------------- | ------------ |
| 1 | John Cena déf. Edge                            | Match simple |
| 2 | CM Punk déf. Shelton Benjamin                  | Match simple |
| 3 | The Undertaker déf. Johnny Nitro (avec Melina) | Match simple |
| 4 | Bobby Lashley déf. Hardcore Holly              | Match simple |
| 5 | Umaga déf. Jeff Hardy                          | Match simple |
| 6 | Carlito déf. Randy Orton                       | Match simple |

### 2007
Le 24 décembre 2007 à Tikrit, Irak.
| # | Résultats                                                             | Stipulations      |
| - | --------------------------------------------------------------------- | ----------------- |
| 1 | Chris Jericho déf. Randy Orton par disqualification                   | Match simple      |
| 2 | Jeff Hardy déf. Carlito                                               | Match simple      |
| 3 | Mickie James et Maria déf. Kelly Kelly et Layla (Match nul)           | Tag team match    |
| 4 | Rey Mysterio déf. Mark Henry                                          | Match simple      |
| 5 | D-Generation X (Triple H et Shawn Michaels) déf. Mr. Kennedy et Umaga | Match par équipes |

### 2008
Le 20 décembre 2008 à Bagdad, Irak.
| # | Résultats                                                                              | Stipulations               |
| - | -------------------------------------------------------------------------------------- | -------------------------- |
| 1 | John Cena, Batista et Rey Mysterio déf. Randy Orton, Chris Jericho et The Big Show     | Match par équipes de trois |
| 2 | Jeff Hardy, CM Punk et R-Truth déf. John "Bradshaw" Layfield, John Morrison et The Miz | Match par équipes de trois |

### 2009
Le 19 décembre 2009 à Joint Base Balad, Irak. La Diva de la WWE, Eve sert d'annonceuse de ring.
| #          | Résultats                                          | Stipulations                               |
| ---------- | -------------------------------------------------- | ------------------------------------------ |
| Dark match | Montel Vontavious Porter déf. Chris Masters        | Match simple                               |
| 1          | Rey Mysterio et Mark Henry déf. Carlito et CM Punk | Match par équipes                          |
| 2          | The Miz déf. Johnny Morrison                       | Match Champion contre Champion             |
| 3          | John Cena (c) déf. Chris Jericho                   | Match simple pour le Championnat de la WWE |

Note: Tribute to the Troops a été enregistré avant que John Morrison perd son Championnat Intercontinental et que John Cena perd son Championnat de la WWE à WWE TLC: Tables, Ladders, & Chairs.

### 2010
L'événement de 2010 a été enregistrée le 11 décembre à Fort Hood, au Texas. Ce fut le premier hommage à l'événement ne se déroule pas en Irak ou en Afghanistan. Diddy, Sherri Shepherd, Miss USA 2010 Rima Fakih, Ariel Winter, Trace Adkins et Cedric the Entertainer sont apparus comme invités de marque. La WWE a annoncé que deux versions de cette émission seront diffusées, une version de 60 minutes le 18 décembre 2010 sur NBC et une version de 2 heures le 22 décembre 2010 sur USA Network.
| 22 décembre # | 18 décembre # | Resultats | Stipulations                 |
| ------------- | ------------- | --- | ---------------------------- |
| 1             | nd            | Mark Henry déf. Sheamus | Battle Royal à 2 superstars. |
| 2             | 1             | The Big Show et Kofi Kingston déf. Jack Swagger et Dolph Ziggler                                                                    | Match par équipes            |
| 3             | nd            | R-Truth (avec Eve Torres) déf. Ted DiBiase (avec Maryse)                                                                            | Match simple                 |
| 4             | nd            | Natalya, Kelly Kelly, et les Bella Twins (Brie Bella et Nikki Bella) déf. LayCool (Layla et Michelle McCool), Alicia Fox, et Melina | Match par équipes de quatre  |
| 5             | nd            | No contest entre Kane et le Major Général Grimsley                                                                                  | Arm Wrestling contest        |
| 6             | 2             | John Cena, Randy Orton, et Rey Mysterio déf. The Miz, Alberto Del Rio, et Wade Barrett                                              | Match par équipes de trois   |

### 2011
L'édition de 2011 a été enregistrée le 11 décembre à Fayetteville en Caroline du Nord. Le public était composé de militaires des troupes et de leur famille, ainsi que des fans. Il s'agit du premier Tribute to the Troops enregistré à l'intérieur, plutôt qu'à l'extérieur de l'aréna.
L'évènement a été marqué par un message de soutien aux troupes par le président américain Barack Obama, deux prestations par le groupe canadien Nickelback (une pour Burn it to the Ground, la chanson thème de Monday Night Raw et l'autre pour When We Stand Together, extraite de leur récent album), deux prestations par Mary J. Blige (la première pour Need Someone et l'autre pour Family Affair). Des personnalités comme Céline Dion, Christina Aguilera et Hugh Jackman ont aussi fait parvenir un message de soutien aux troupes américaines.
| 13 décembre # | 17 décembre # | Résultats | Stipulations                |
| ------------- | ------------- | --- | --------------------------- |
| 1             | 1             | Randy Orton et Wade Barrett font double décompte à l'extérieur                                                                     | Match simple                |
| 2             | 2             | Zack Ryder (avec Sgt. Slaughter) bat Jack Swagger (avec Dolph Ziggler)                                                             | Match simple                |
| 3             | 3             | Kelly Kelly, Eve Torres, Alicia Fox et Maria Menounos battent Beth Phoenix, Natalya et les Bella Twins (Brie Bella et Nikki Bella) | Match par équipes de quatre |
| 4             | 4             | Daniel Bryan bat Cody Rhodes | Match simple                |
| 5             | 5             | Primo et Epico (avec Rosa Mendes) battent Air Boom (Kofi Kingston et Evan Bourne)                                                  | Match par équipes           |
| 6             | 6             | Sheamus bat Drew McIntyre | Match simple                |
| 7             | 7             | John Cena, CM Punk et The Big Show battent Alberto Del Rio, The Miz et Mark Henry                                                  | Match par équipes de trois  |

### 2012
L’édition de 2012 a été enregistrée au Norfolk Scope dans la ville de Norfolk en Virginie. L’émission a commencé par un message de soutien aux troupes par le Président des États-Unis Barack Obama. Des représentations du rappeur Flo Rida et de Kid Rock. Et un ‘‘Miz TV’’ Spécial avec Kermit The Frog et Miss Piggy des Muppets.
La WWE a annoncé que deux versions de cette émission seraient diffusées, une version de 2 heures le 19 décembre 2012 et une version de 60 minutes le 22 décembre 2012.
| Ordre des matchs | Ordre des matchs | Résultats                                                                                                 | Stipulations           |
| décembre 19      | décembre 22      | Résultats                                                                                                 | Stipulations           |
| ---------------- | ---------------- | --- | ---------------------- |
| 1                | 1                | Randy Orton et Sheamus battent The Big Show et Dolph Ziggler                                              | Match par équipe       |
| 2                | N/A              | Ryback bat Alberto Del Rio par disqualification                                                           | Match simple           |
| 3                | N/A              | The Miz bat Damien Sandow                                                                                 | Match simple           |
| 4                | N/A              | Team Hell No (Kane et Daniel Bryan) et R-Truth battent 3MB (Heath Slater, Drew McIntyre, et Jinder Mahal) | Match par équipe à six |
| 5                | 2                | John Cena bat Antonio Cesaro                                                                              | Match simple           |

### 2013
L'édition de 2013 fut enregistrée le 11 décembre 2013 à la McChord Air Force Base dans l'État de Washington, et fut diffusée le 28 décembre sur la chaîne NBC. Les chansons thèmes de l'événement étaient Here's to Us de Kevin Rudolf, People Back Home de Florida Georgia Line et Waiting for Superman de Daughtry. Daughtry ont performé leur chanson et Jeff Dunham a aussi donné une prestation, animé par Michelle Beadle.
| # | Résultats                                                                                                   | Stipulations               |
| - | --- | -------------------------- |
| 1 | Daniel Bryan bat Bray Wyatt (avec Luke Harper et Erick Rowan) par disqualification                          | Match simple               |
| 2 | Daniel Bryan et CM Punk battent Luke Harper et Erick Rowan (avec Bray Wyatt) par disqualification           | Match par équipe           |
| 3 | John Cena, Daniel Bryan et CM Punk battent The Wyatt Family (Bray Wyatt, Luke Harper et Erick Rowan)        | Match par équipe de trois  |
| 4 | The Prime Time Players (Titus O'Neil et Darren Young) battent 3MB (Drew McIntyre et Jinder Mahal)           | Match par équipe           |
| 5 | Rey Mysterio et The Usos (Jimmy et Jey Uso) battent The Shield (Dean Ambrose, Seth Rollins et Roman Reigns) | Match par équipe de trois  |
| 6 | Brie Bella élimine en dernier AJ Lee                                                                        | Bataille royale à 12 Divas |
| 7 | R-Truth bat Fandango (avec Summer Rae)                                                                      | Match simple               |
| 8 | Kofi Kingston bat Dolph Ziggler                                                                             | Match simple               |
| 9 | Big Show bat Damien Sandow                                                                                  | Match simple               |

### 2014
L'édition de 2014 prit place au Columbus Civic Center à Columbus en Géorgie. L'émission fut enregistrée le 9 décembre 2014 et diffusée sur USA Network le 17 décembre pour un spécial de deux heures. NBC diffusa aussi l'émission le 27 décembre, pour un spécial d'une heure. La chanson thème de l'événement était "This Is How We Roll" du groupe Florida Georgia Line, qui l'ont performée sur scène. Hulk Hogan était également présent.
| # | Résultats                                                                                           | Stipulations               |
| - | --------------------------------------------------------------------------------------------------- | -------------------------- |
| 1 | The Usos battent Gold et Stardust                                                                   | Match par équipe           |
| 2 | Naomi l'emporte en éliminant en dernier Natalya                                                     | Bataille royale de divas   |
| 3 | Dean Ambrose bat Bray Wyatt                                                                         | Boot camp match            |
| 4 | John Cena, Dolph Ziggler, Ryback et Erick Rowan battent Seth Rollins, Luke Harper, Big Show et Kane | Match par équipe de quatre |

### 2015
L'édition de 2015 fut enregistrée le 8 décembre 2015 au Jacksonville Veterans Memorial Arena à Jacksonville en Floride et diffusée le 23 décembre 2015 sur USA Network. L'animateur Howie Mandel était présent et le groupe Train a offert une performance. L'annonceuse de ring JoJo chanta l'Hymne national des États-Unis au début de l'émission.
| #          | Résultats | Stipulations          |
| ---------- | --- | --------------------- |
| Dark match | Titus O'Neil bat Heath Slater | Match simple          |
| 1          | Jack Swagger bat Rusev (avec Lana) par soumission | Match simple          |
| 2          | Mark Henry bat Bo Dallas | Match simple          |
| 3          | Ryback bat Kevin Owens par décompte extérieur | Match simple          |
| 4          | Paige et Team B.A.D. (Naomi, Sasha Banks et Tamina) battent Charlotte, Becky Lynch, Brie Bella et Alicia Fox | 8-Diva Tag Team match |
| 5          | Roman Reigns, Dean Ambrose, The Usos (Jimmy et Jey Uso), The Dudley Boyz (Bubba Ray et D-Von Dudley), Ryback et Kane battent The League of Nations (Sheamus, Alberto Del Rio, King Barrett et Rusev) et The Wyatt Family (Bray Wyatt, Luke Harper, Erick Rowan et Braun Strowman) | 16-Man Tag Team match |

### 2017
L'édition de 2017 fut enregistrée le 4 décembre 2017 à la base navale de San Diego à San Diego en Californie et diffusée le 14 décembre 2017 sur USA Network. Machine Gun Kelly, Bebe Rexha et Sam Harris ont offert une performance,. Lilian Garcia a chanté l'hymne américain au début du spectacle.
| # | Résultats | Stipulations             |
| - | --- | ------------------------ |
| 1 | The Shield (Dean Ambrose, Seth Rollins et Roman Reigns) battent Samoa Joe, Cesaro et Sheamus                                                             | 6-men Tag Team match     |
| 2 | Charlotte Flair (avec Naomi) bat Carmella (avec Natalya et Tamina) et Ruby Riott (avec Sarah Logan et Liv Morgan)                                        | Triple Threat match      |
| 3 | The New Day (Big E et Kofi Kingston) (avec Xavier Woods) et The Usos (Jey Uso et Jimmy Uso) battent Chad Gable, Shelton Benjamin, Aiden English et Rusev | Eight-men Tag Team match |
| 4 | Absolution (Paige, Mandy Rose et Sonya Deville) battent Bayley, Sasha Banks et Mickie James                                                              | 8-Women Tag Team match   |
| 5 | A.J. Styles, Randy Orton et Shinsuke Nakamura battent Jinder Mahal, Kevin Owens et Sami Zayn                                                             | 6-men Tag Team match     |